# ビクトリア・カズーニナ
ビクトリア・カズーニナ（Viktoria Kazunina、1970年8月24日 - ）はロシアの柔道選手。階級は72kg級。

## 人物
1993年の世界選手権では銅メダルを獲得した。1994年の世界軍人選手権大会では無差別に出場して優勝した。1995年のミリタリーワールドゲームズでも優勝を飾ったが、1996年のアトランタオリンピックには国内の代表争いに敗れて出場できなかった。1997年の世界軍人選手権大会でも優勝した。1999年のミリタリーワールドゲームズでは2位だった。

## 主な戦績
- 1993年 - 世界選手権　3位
- 1994年 - ロシア国際　優勝
- 1994年 - 世界軍人選手権大会　無差別　優勝
- 1995年 - ミリタリーワールドゲームズ　優勝
- 1997年 - 世界軍人選手権大会　優勝
- 1999年 - ミリタリーワールドゲームズ　2位